# Xã Winchester, Quận Adams, Ohio
Xã Winchester (tiếng Anh: Winchester Township) là một xã thuộc quận Adams, tiểu bang Ohio, Hoa Kỳ. Năm 2010, dân số của xã này là 2.208 người.